# Aron Israel Brimann
Aron Israel Brimann (Pseudonym: Dr. Justus), auch August Briemann, Aaron Briman(n), Justus-Brimann; (* 15. Juni 1859 in Doline, Kreis Costinasti, Provinz Bottoschau in Rumänien:S. 444; † 7. März 1934 in Berlin unter dem Namen Aron Gerechter:S. 449–451) war ein 1881 in Berlin evangelisch getaufter Jude aus Rumänien, der wenige Jahre später zum Katholizismus übertrat. Brimann wurde als Autor eines antisemitischen Werks (Judenspiegel) sowie als kurzzeitiger Berater von Jakob Ecker und August Rohling bekannt.

## Leben
„Justus-Briman“ veröffentlichte sein Pamphlet Der Judenspiegel 1883 anonym in der Bonifacius-Druckerei in Paderborn und wiederholte darin bereits bekannte „Talmud-Zitat“-Fälschungen. Als eine Tageszeitung in Münster Auszüge druckte, kam es zum Prozess gegen den verantwortlichen Redakteur. Ein Dr. Jakob Ecker erbot sich als „Gutachter“, ohne grundlegende hebräische oder gar talmudische Kenntnisse zu haben. Er ließ Briman kurzerhand das „Gutachten“ selbst schreiben (Der Judenspiegel und die Wahrheit) und veröffentlichte Brimans „Judenspiegel“ unter seinem eigenen Namen (Die Hundert Gesetze des Judenkatechismus), wofür er eine Professur erhielt. Er empfahl Briman auch gleich weiter – an August Rohling in Österreich als „Berater“ bei dessen talmudischer „Material“suche. Diese Zusammenarbeit währte allerdings nicht lange.
1885 wurde Briman in Wien wegen Urkundenfälschung zu Gefängnis und Landesverweisung verurteilt.
Franz Delitzsch in Leipzig nannte Brimans Talmud-„Übersetzung“ „ein Machwerk infernaler Lüge“, Prof. Gustav Bickell aus Innsbruck „einen Schwindel gelehrter Industrieritter“.

## Werke
- Avne zikaron. Amsterdam: 1879 oder 1880.
- Dr. Justus: Judenspiegel oder 100 neuenthüllte, heutzutage noch geltende, den Verkehr der Juden mit den Christen betreffende Gesetze der Juden: mit einer die Entstehung und Weiterentwicklung der jüdischen Gesetze darstellenden höchst interessanten Einleitung. 4. Aufl. Paderborn: Verlag der Bonifacius-Druckerei, 1883, zuletzt 7. Auflage nach der wissenschaftlichen Untersuchung von Dr. Jakob Ecker revidiert, 1921.
- Talmud-Auszug: enthaltend 100 heutzutage noch geltende, den Verkehr der Juden mit den Christen betreffende Gesetze der Juden. Von Dr. Justus. hrsg. von E(duard H.) Alfken, Eisenberg (Thüringen)/Leipzig: Deges 1943.
- Talmudische „Weisheit“: 400 höchst interessante märchenhafte Aussprüche der Rabbinen…. Druck und Verlag der Bonifacius-Druckerei, Paderborn 1884.
- Die Kabbala. Ihre Hauptlehren und ihr Verhältnis zum Christenthum. Vereins-Buchhandlung & Buchdruckerei, Innsbruck 1885 (Plagiat aus Adolphe Franck: Die Kabbala oder die Religionsphilosophie der Hebräer, aus dem Französischen übersetzt, verbessert und vermehrt von Ad. Gelinek (Adolf Jellinek). Heinrich Hunger, Leipzig 1844, (Original La kabbale ou la philosophie religieuse des hébreux, Paris 1843)).
- Aron Gerechter[1]:S. 448–449: Hannah; Versuche zur Einführung in das jüdische Leben. Selbstverlag, Berlin 1930; Morascha-Verlag, Basel 1983 (Reprint).